# Demetrious Johnson
Demetrious Khrisna Johnson, född 13 augusti 1986 i Madisonville, är en amerikansk MMA-utövare som 2011–2018 tävlade i organisationen Ultimate Fighting Championship där han mellan september 2012 och augusti 2018 var mästare i flugvikt. Sedan 2019 tävlar Johnson i ONE Championship.

## Karriär
Johnson har flera gånger blivit kallad en av världens bästa MMA-utövare och innehar med 11 raka vinster rekord i antal titelförsvar i följd i UFC.
Mightymouse är även en gamer och har en framgångsrik twitchkanal där han strömmar under namnet "MightyGaming"

### Tidig karriär
Johnson gjorde sin debut inom professionell MMA den 28 april 2007. Han vann tio matcher i rad innan han den 24 april 2010 debuterade i organisationen WEC i en match mot Brad Pickett. Pickett vann matchen via domslut. Johnson vann sedan sina två nästföljande matcher i organisationen.

### UFC
I oktober 2010 meddelade UFC:s vd Dana White att systerorganisationerna WEC och UFC skulle slås ihop i början av 2011. Johnson gjorde sin debut i UFC mot Norifumi Yamamoto på UFC 126 den 5 februari 2011. Johnson vann matchen via domslut.
Den 28 maj 2011 möttes Johnson och Miguel Torres på UFC 130 i en match som Johnson vann via domslut. Det blev sedan klart att Johnson skulle möta den regerande mästaren Dominick Cruz i en titelmatch i bantamvikt. De möttes den 1 oktober 2011 på UFC Live: Cruz vs. Johnson och Cruz vann matchen via domslut.
I december 2011 meddelade UFC att Johnson, Ian McCall, Yasuhiro Urushitani och Joseph Benavidez skulle delta i en turnering i flugvikt för att avgöra vem som skulle bli mästare i den nya viktklassen. 
Den 3 mars 2012 möttes Johnson och McCall på UFC on FX: Alves vs. Kampmann i en match som slutade oavgjort. De möttes i en returmatch på UFC on FX: Johnson vs. McCall den 8 juni 2012 och Johnson vann matchen via domslut.
På UFC 152 den 22 september 2012 möttes Johnson och Joseph Benavidez i finalen av flugviktsturneringen. Johnson vann matchen via domslut och blev därmed organisationens första mästare i flugvikt.
Johnson mötte John Dodson den 26 januari 2013 på UFC on Fox: Johnson vs. Dodson. Johnson vann matchen via domslut. Den 27 juli 2013 möttes Johnson och John Moraga på UFC on Fox: Johnson vs. Moraga i en match som Johnson vann via submission i den femte ronden.
På UFC on Fox: Johnson vs. Benavidez 2 den 14 december 2013 möttes Johnson och Joseph Benavidez för andra gången. Johnson vann matchen via KO i den första ronden. Den 14 juni 2014 möttes Johnson och Ali Bagautinov på UFC 174 i en match som Johnson vann via domslut.
Den 27 september 2014 möttes Johnson och Chris Cariaso på UFC 178 och Johnson vann matchen via submission i den andra ronden. Nästa match blev mot Kyoji Horiguchi på UFC 186 den 25 april 2015. Johnson vann matchen via submission med en sekund kvar av den sista ronden.
Johnson och John Dodson möttes för andra gången den 5 september 2015 på UFC 191. Johnson vann även denna gång matchen via domslut. På UFC 197 den 23 april 2016 besegrade Johnson Henry Cejudo via TKO i den första ronden.
På The Ultimate Fighter 24 Finale den 3 december 2016 möttes Johnson och Tim Elliott i en match som Johnson vann via domslut. Nästa motståndare blev Wilson Reis på UFC on Fox: Johnson vs. Reis den 15 april 2017. Johnson vann matchen via submission och med tio raka titelförsvar tangerade han därmed Anderson Silvas rekord över flest antal titelförsvar i följd i organisationens historia.
Johnson och Ray Borg möttes på UFC 216 den 7 oktober 2017. Johnson vann matchen via submission i den femte ronden och slog därmed rekordet i flest antal titelförsvar i följd.
Den 4 augusti 2018 möttes Johnson och Henry Cejudo på UFC 227. Cejudo vann matchen via domslut och blev därmed ny mästare i viktklassen.

### ONE Championship
2018 var Johnson ena halvan av det första bytet av MMA-utövare mellan två organisationer. ONE bytte Ben Askren mot UFC:s Demetrious Johnson.

### Mästerskap och utmärkelser

#### Titlar
UFC flugviktsmästare 2012-09-22 – 2018-08-04 (elva titelförsvar)

#### Fight of the Night
1. Mot  Ian McCall vid UFC on FX: Alves vs. Kampmann 3 mars 2012 i flugvikt

2. Mot  John Dodson vid UFC on Fox: Johnson vs. Dodson 26 januari 2013 i flugvikt

3. Mot  Henry Cejudo vid UFC 227 den 4 augusti 2018 i flugvikt

#### Performance of the Night
1. Mot  Kyoji Horiguchi vid UFC 186 den 25 april 2015 i flugvikt

2. Mot  Henry Cejudo vid UFC 197 den 23 april 2016 i flugvikt

3. Mot  Wilson Reis vid UFC on Fox: Johnson vs. Reis 15 april 2017 i flugvikt

4. Mot  Ray Borg vid UFC 216 den 7 oktober 2017 i flugvikt

#### Submission of the Night
1. Mot  John Moraga vid UFC on Fox: Johnson vs. Moraga 27 juli 2013 i flugvikt

#### KO of the Night
1. Mot  Joseph Benavidez vid UFC on Fox: Johnson vs. Benavidez 2 den 14 december 2013 i flugvikt

#### Submission of the Month

##### April 2015
Mot  Kyoji Horiguchi vid UFC 186

1. MMAjunkie

#### Submission of the Year

##### 2017
Mot  Ray Borg vid UFC 216

1. MMA Mania

2. Bleacher Report

3. ESPN

4. Pundit Arena

5. MMA Fighting

6. Bloody Elbow

7. World MMA Awards

#### Fighter of the Year

##### 2013
1. Foxsports

2. Fight Matrix

##### 2017
1. ESPY Awards

2. MMAmania

3. Bleacher Report

4. Bloody Elbow

5. Wrestling Observer Newsletter

## Tävlingsfacit
| Resultat | Facit  | Motståndare       | Metod                   | Evenemang                               | Datum             | Rond | Tid  | Plats                    | Notering                                     |
| -------- | ------ | ----------------- | ----------------------- | --------------------------------------- | ----------------- | ---- | ---- | ------------------------ | -------------------------------------------- |
| Vinst    | 1–0    | Brandon Fieds     | KO (slag)               | AXFC 16: Annihilation                   | 28 april 2007     | 1    | 0:17 | Everett, WA, USA         |                                              |
| Vinst    | 2–0    | Pedro Mercado     | TKO (slag)              | KOTC: No Holds Barred                   | 14 juli 2007      | 1    | 1:25 | Porterville, CA, USA     |                                              |
| Vinst    | 3–0    | Jeff Bourgeois    | Domslut (enhälligt)     | AXFC 18: The Art of War                 | 22 september 2007 | 3    | 5:00 | Lynnwood, WA, USA        |                                              |
| Vinst    | 4–0    | Eric Alvarez      | Domslut (enhälligt)     | AXFC 20: March Madness                  | 8 mars 2008       | 5    | 5:00 | Lynnwood, WA, USA        |                                              |
| Vinst    | 5–0    | Louis Contreras   | Submission (keylock)    | USA MMA: Northwest Fighting Challenge 6 | 29 mars 2008      | 1    | -    | Tumwater, WA, USA        |                                              |
| Vinst    | 6–0    | Jose Garza        | Submission (armbar)     | AXFC 22: Last Man Standing              | 16 augusti 2008   | 2    | 1:56 | Lynnwood, WA, USA        |                                              |
| Vinst    | 7–0    | Forrest Seabourn  | Submission (rear-naked) | Genesis: Cold War                       | 6 december 2008   | 1    | -    | Bellevue, WA, USA        |                                              |
| Vinst    | 8–0    | Louis Contreras   | Submission (rear-naked) | Genesis: Rise of Kings                  | 27 juni 2009      | 1    | -    | Shoreline, WA, USA       |                                              |
| Vinst    | 9–0    | Frankie Mendez    | Submission (rear-naked) | KOTC: Thunderstruck                     | 15 augusti 2009   | 1    | 4:38 | Everett, WA, USA         |                                              |
| Vinst    | 10–0   | Jesse Brock       | KO (spark)              | AFC 68                                  | 10 februari 2010  | 1    | 1:06 | Anchorage, AK, USA       |                                              |
| Förlust  | 10–1   | Brad Pickett      | Domslut (enhälligt)     | WEC 48                                  | 24 april 2010     | 3    | 5:00 | Sacramento, CA, USA      |                                              |
| Vinst    | 11–1   | Nick Pace         | Domslut (enhälligt)     | WEC 51                                  | 30 september 2010 | 3    | 5:00 | Broomfield, CO, USA      |                                              |
| Vinst    | 12–1   | Damacio Page      | Submission (giljotin)   | WEC 52                                  | 11 november 2010  | 3    | 2:27 | Las Vegas, NV, USA       |                                              |
| Vinst    | 13–1   | Norifumi Yamamoto | Domslut (enhälligt)     | UFC 126                                 | 5 februari 2011   | 3    | 5:00 | Las Vegas, NV, USA       |                                              |
| Vinst    | 14–1   | Miguel Torres     | Domslut (enhälligt)     | UFC 130                                 | 28 maj 2011       | 3    | 5:00 | Las Vegas, NV, USA       |                                              |
| Förlust  | 14–2   | Dominick Cruz     | Domslut (enhälligt)     | UFC Live: Cruz vs. Johnson              | 1 oktober 2011    | 5    | 5:00 | Washington D.C., USA     | Titelmatch i bantamvikt.                     |
| Oavgjort | 14–2–1 | Ian McCall        | Oavgjort (majoritet)    | UFC on FX: Alves vs. Kampmann           | 3 mars 2012       | 3    | 5:00 | Sydney, Australien       | Debut i flugvikt.                            |
| Vinst    | 15–2–1 | Ian McCall        | Domslut (enhälligt)     | UFC on FX: Johnson vs. McCall           | 8 juni 2012       | 3    | 5:00 | Fort Lauderdale, FL, USA |                                              |
| Vinst    | 16–2–1 | Joseph Benavidez  | Domslut (delat)         | UFC 152                                 | 22 september 2012 | 5    | 5:00 | Toronto, Kanada          | Blev UFC-mästare i flugvikt.                 |
| Vinst    | 17–2–1 | John Dodson       | Domslut (enhälligt)     | UFC on Fox: Johnson vs. Dodson          | 26 januari 2013   | 5    | 5:00 | Chicago, IL, USA         | Försvarade titeln i flugvikt.                |
| Vinst    | 18–2–1 | John Moraga       | Submission (armbar)     | UFC on Fox: Johnson vs. Moraga          | 27 juli 2013      | 5    | 3:43 | Seattle, WA, USA         | Försvarade titeln i flugvikt.                |
| Vinst    | 19–2–1 | Joseph Benavidez  | KO (slag)               | UFC on Fox: Johnson vs. Benavidez 2     | 14 december 2013  | 1    | 2:08 | Sacramento, CA, USA      | Försvarade titeln i flugvikt.                |
| Vinst    | 20–2–1 | Ali Bagautinov    | Domslut (enhälligt)     | UFC 174                                 | 14 juni 2014      | 5    | 5:00 | Vancouver, Kanada        | Försvarade titeln i flugvikt.                |
| Vinst    | 21–2–1 | Chris Cariaso     | Submission (kimura)     | UFC 178                                 | 27 september 2014 | 2    | 2:29 | Las Vegas, NV, USA       | Försvarade titeln i flugvikt.                |
| Vinst    | 22–2–1 | Kyoji Horiguchi   | Submission (armbar)     | UFC 186                                 | 25 april 2015     | 5    | 4:59 | Montréal, Kanada         | Försvarade titeln i flugvikt.                |
| Vinst    | 23–2–1 | John Dodson       | Domslut (enhälligt)     | UFC 191                                 | 5 september 2015  | 5    | 5:00 | Las Vegas, NV, USA       | Försvarade titeln i flugvikt.                |
| Vinst    | 24–2–1 | Henry Cejudo      | TKO (knän)              | UFC 197                                 | 23 april 2016     | 1    | 2:49 | Las Vegas, NV, USA       | Försvarade titeln i flugvikt.                |
| Vinst    | 25–2–1 | Tim Elliott       | Domslut (enhälligt)     | The Ultimate Fighter 24 Finale          | 3 december 2016   | 5    | 5:00 | Las Vegas, NV, USA       | Försvarade titeln i flugvikt.                |
| Vinst    | 26–2–1 | Wilson Reis       | Submission (armbar)     | UFC on Fox: Johnson vs. Reis            | 15 april 2017     | 3    | 4:49 | Kansas City, MO, USA     | Försvarade titeln i flugvikt.                |
| Vinst    | 27–2–1 | Ray Borg          | Submission (armbar)     | UFC 216                                 | 7 oktober 2017    | 5    | 3:15 | Las Vegas, NV, USA       | Försvarade titeln i flugvikt.                |
| Förlust  | 27–3–1 | Henry Cejudo      | Domslut (delat)         | UFC 227                                 | 4 augusti 2018    | 5    | 5:00 | Los Angeles, CA, USA     | Förlorade titeln i flugvikt.                 |
| Vinst    | 28–3–1 | Yuya Wakamatsu    | Submission (giljotin)   | ONE Championship - A New Era            | 31 mars 2019      | 2    | 2:40 | Tokyo, Japan             | Debut i ONE Championship.                    |
| Vinst    | 29–3–1 | Tatsumitsu Wada   | Domslut (enhälligt)     | ONE Championship - Dawn of Heroes       | 2 augusti 2019    | 3    | 5:00 | Pasay, Fillippinerna     |                                              |
| Vinst    | 30–3–1 | Danny Kingad      | Domslut (enhälligt)     | ONE Championship - Century Part 1       | 13 oktober 2019   | 3    | 5:00 | Tokyo, Japan             | Vann ONE Championships flugvikts-grand prix. |